# ریوجی یاماشیتا
ریوجی یاماشیتا (انگلیسی: Ryoji Yamashita؛ زادهٔ ۱۱ مهٔ ۲۰۰۰) بازیکن فوتبال اهل ژاپن است.